# FL-7
Il missile FL-7 è un missile cinese supersonico antinave aria-superficie o superficie-superficie.
La Cina ha sviluppato altri due missili antinave supersonici: il C-101 e il C-301, caratterizzati da dimensioni ben maggiori. L'FL-7 (dal cinese Fei Long, drago volante) è di dimensioni più contenute e ciò ne consente l'impiego imbarcato su aerei o su navi. 

## Tecnica
Il missile ha un raggio d'azione effettivo di 32 chilometri e una velocità di Mach 1,4. Ha potenti caratteristiche anti-jamming e la velocità supersonica che lo caratterizza, rende l'intercettazione nella parte finale della traiettoria difficile. La testata può perforare corazzature e distruggere navi di medie e grandi dimensioni. L'FL-7 può essere considerato approssimativamente come la controparte supersonica del missile antinave subsonico C-704.
Il missile è spinto da un motore a razzo a combustibile liquido e da un booster a combustibile solido, contenuto nella parte posteriore della struttura.